# Policía de Islandia
La Policía de Islandia (en islandés Lögreglan) es la fuerza de policía nacional de Islandia. Es la responsable de aplicar la ley en todos los territorios de la isla con excepción de las áreas donde opera la Guardia Costera de Islandia. Los dos servicios se ayudan mutuamente cuando es necesario.

## Historia

### Orígenes
La Policía de Islandia se creó en 1778, cuando comenzaron a aparecer las primeras industrias en la isla. Antes la ley la aplicaban individuos autorizados por el Alþingi y luego por sýslumenn (alguaciles) así como por otros representantes reales.
Se considera que el primer policía de Islandia fue un celador nocturno Reikiavik armado con un lucero del alba quien debía encargarse de los prisioneros.
En 1803 se nombró oficialmente en Reikiavik al primer policía. El primer jefe de Policía fue Rasmus Frydensberg, el alcalde de la ciudad, quien contrató a dos exsoldados, Ole Biørn y Vilhelm Nolte, como los primeros policías. Solo hasta principios de los años 1890 se contrataron policías en la mayoría de las otras áreas de Islandia.

### Después de 1900

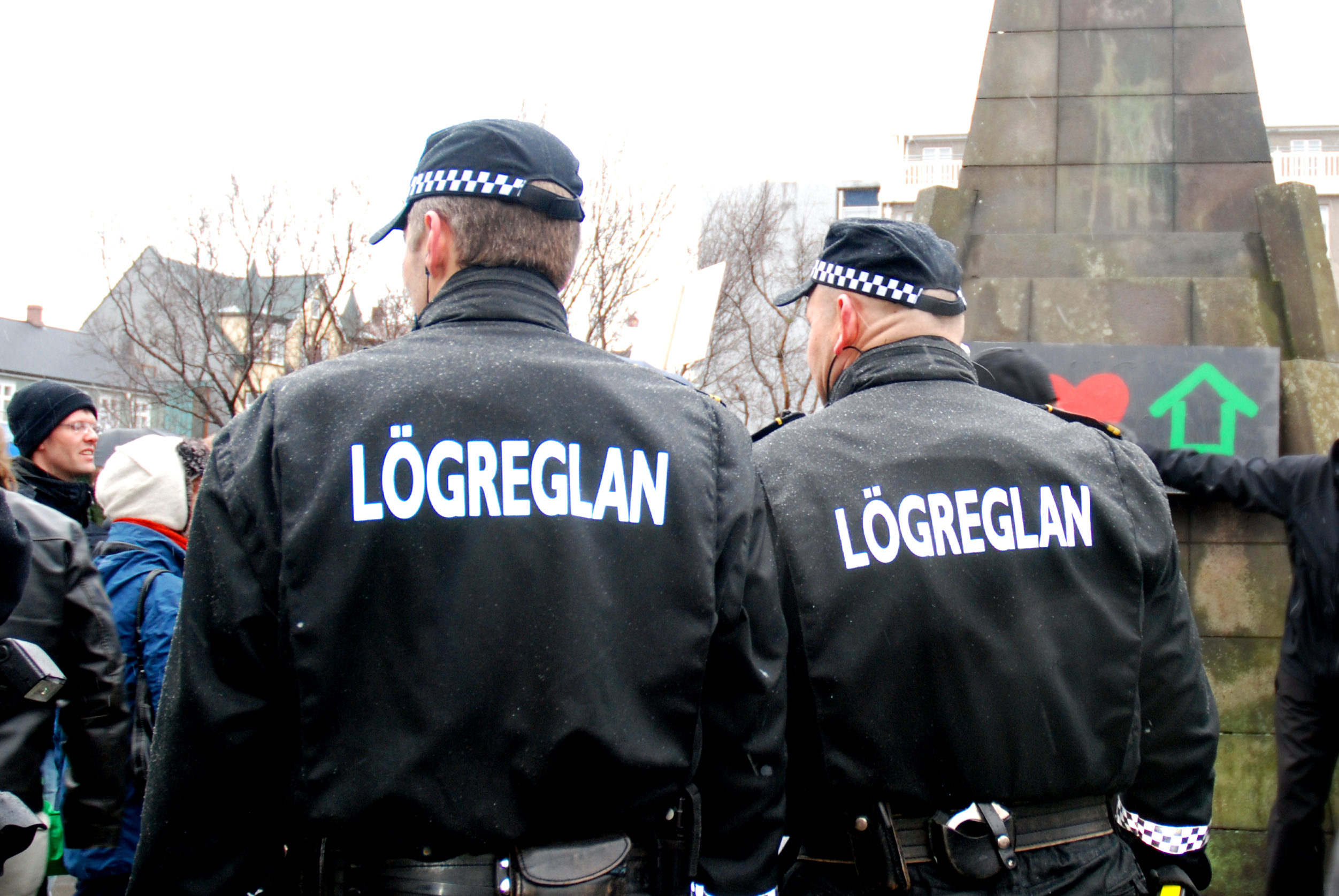
Miembros de la Policía de Islandia en una calle de Reikiavik.

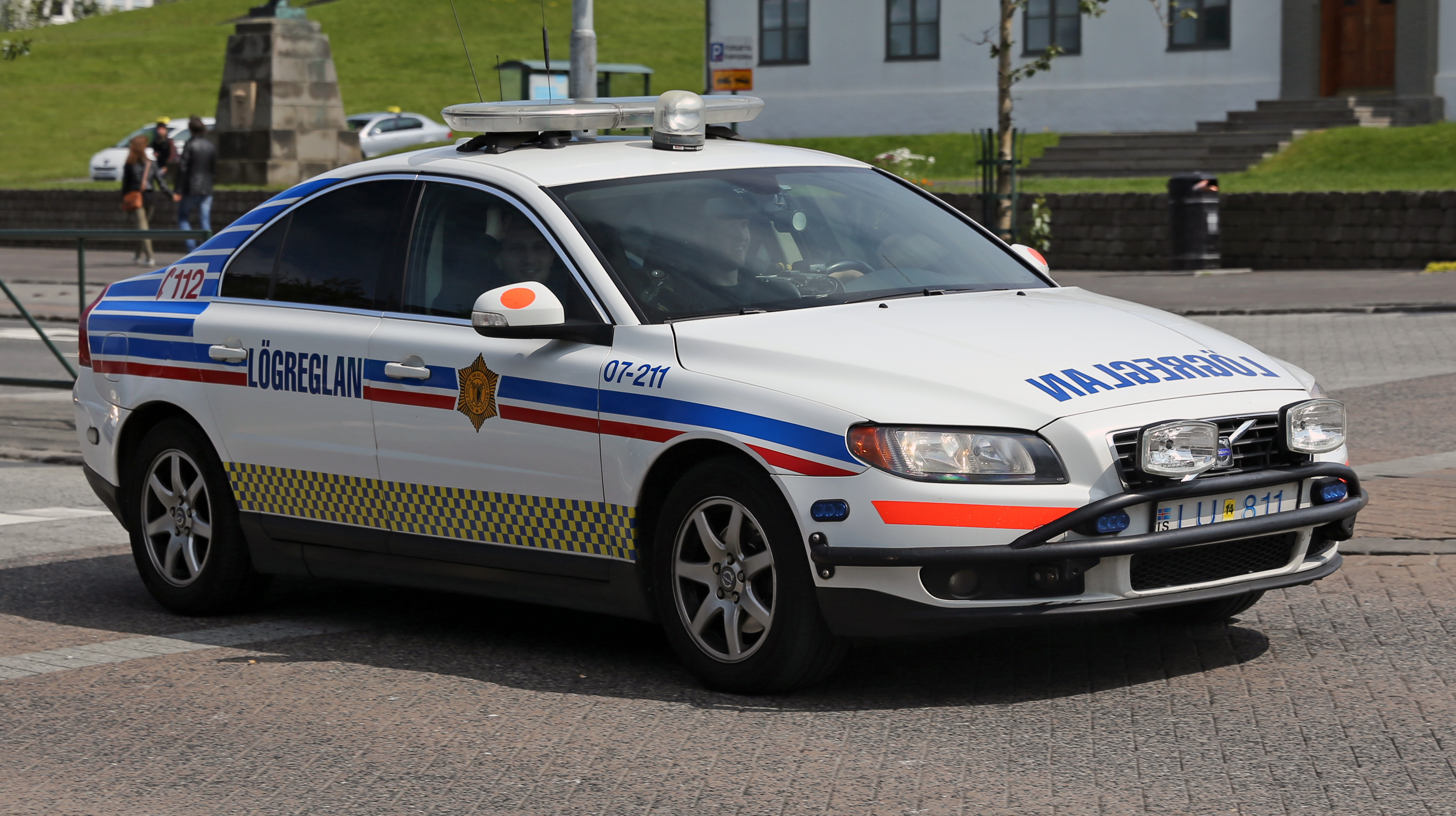
Vehículo de la Policía de Islandia.

En 1933 Alþingi aprobó la Ley de Policía mediante la cual el Estado pasó a ser responsable de la financiación de esa fuerza del orden. Se trató sobre todo de una respuesta a la amenaza de la revolución comunista, que parecía capaz de subvertir las decisiones del Consejo. La ley también autorizó al ministro de Justicia y Asuntos Eclesiásticos a apelar a esas fuerzas en caso de necesidad.
En 1972 el Estado pasó a controlar la aplicación de la ley en la isla, creando la Policía y en 1977 la Policía de Investigaciones Criminales del Estado comenzó a operar. Sus tareas correspondían antes a la Corte Criminal de Reikiavik y a los comisionados de Policía en el Distrito de la Capital.

## Armas de dotación
Aunque los policías islandeses solo tengan una porra y un aerosol de pimienta, mientras están en servicio, también se les entrena en el uso de armas de fuego. La excepción la constituye el Aeropuerto Internacional de Keflavík, donde la dotación de los agentes incluye pistolas semiautomáticas Glock 17. 

### Primer tiroteo fatal
El 2 de diciembre de 2013, una persona murió debido a una operación armada por primera vez en la historia de Islandia. Según la información oficial, la Policía había respondido a informes de un tiroteo en un apartamento de Árbaer, un suburbio al sureste de Reikiavik. En un principio se usó sin éxito gas lacrimógeno para someter al pistolero, un hombre de 50 años. 
Cuando un equipo de policía con armas de fuego entró al apartamento, siempre según la información oficial, dos agentes recibieron heridas de bala, lo que llevó a otros compañeros a responder. El pistolero fue llevado al hospital, donde murió. El comisionado de Policía Haraldur Johannessen lamentó los hechos, describiendo el incidente como "sin precedentes". Algunos vecinos dijeron que el pistolero los había amenazado. Se lanzó una investigación y se retuvieron las armas envueltas en el tiroteo. Los oficiales envueltos en la operación han recibido ayuda psicológica.